# Westerly Marine Construction Limited
Westerly Marine Construction Limited, beter bekend als “Westerly”, was van 1963 tot 2000 de belangrijkste jachtbouwer van Engeland en een van de grootste in Europa. In totaal heeft Westerly circa 12.000 jachten gebouwd.
In de jaren 60 en 70 waren jachthavens in Engeland schaars en duur. Westerly was een van de eerste bouwwerf die polyester jachten aanbood met kimkielen. Een schip met kimkielen heeft twee kielen, waardoor het schip bij laag water rechtop blijft staan op de rivierbedding. Hierdoor waren voor deze Westerly geen jachthavens nodig, want deze schepen werden midden op de rivier afgemeerd. Hierdoor, en door het gebruik van relatief goedkoop polyester, werd zeilen plotseling bereikbaar voor het grote publiek.
Het beroemdste model dat Westerly gebouwd heeft, is de Westerly Centaur. Van dit kimkielontwerp zijn er 2444 gebouwd.
Naarmate de welvaart in Europa toenam, werden de schepen van Westerly groter, luxer en duurder. Westerly is in de 37 jaar van zijn bestaan enkele malen failliet gegaan. In 2000 sloot de jachtbouwer zijn poorten definitief.

## Geschiedenis
In 1963 startte Denys Rayner een bedrijf om polyester jachten te produceren. Jachtbouw in polyester was in die tijd nog een onontgonnen gebied. De eerste Westerly, waarvan de mal getrokken was van een al bestaand houten jacht, was de Westerly-22.
Dit was een voor die tijd redelijk spectaculair jacht met drie kielen, een gaffeltuig en een buitenboordmotor. Dit model was zeer succesvol en al snel volgden de Westerly-25 en Westerly 30.
In 1967 stierf Denys Rayner en nam de belangrijkste aandeelhouder, David Sanders, het stokje over. Daarna kwam Westerly met een paar nieuwe schepen op de markt die redelijk succesvol waren.
Het echte succes voor Westerly kwam toen de bouwer met de bekende Engelse jachtontwerper Laurent Giles in zee ging. Het eerste zeiljacht dat Laurent Giles voor Westerly ontwierp, was de Centaur. De Centaur sloeg onmiddellijk aan in de watersportwereld, die zich begin jaren 70 sterk ontwikkelde. De Centaur was zeer solide gebouwd, was bijzonder zeewaardig en was voorzien van zware Volvo-dieselmotor. Deze eigenschappen zouden kenmerkend worden voor alle Westerlymodellen die volgden.
Na de Centaur volgden nog vele ontwerpen van Laurent Giles. De succesvolste hiervan zijn de Konsort en de Conway. Het laatste ontwerp dat Westerly van Laurent Giles bouwde, was de Vulcan.
Begin jaren 80 had Westerly het imago gekregen zeer solide maar wat bedaagde schepen te bouwen. Om van dit imago af te komen, ging het bedrijf in zee met Ed Dubois. Deze ontwerper was bekend van een aantal wedstrijdschepen die het rond die tijd goed deden. Het eerste ontwerp van Ed Dubois was de opvolger van de Centaur, de Westerly Griffon. Daarna volgde in 1981 zijn succesvolste ontwerp, de Westerly Fulmar.

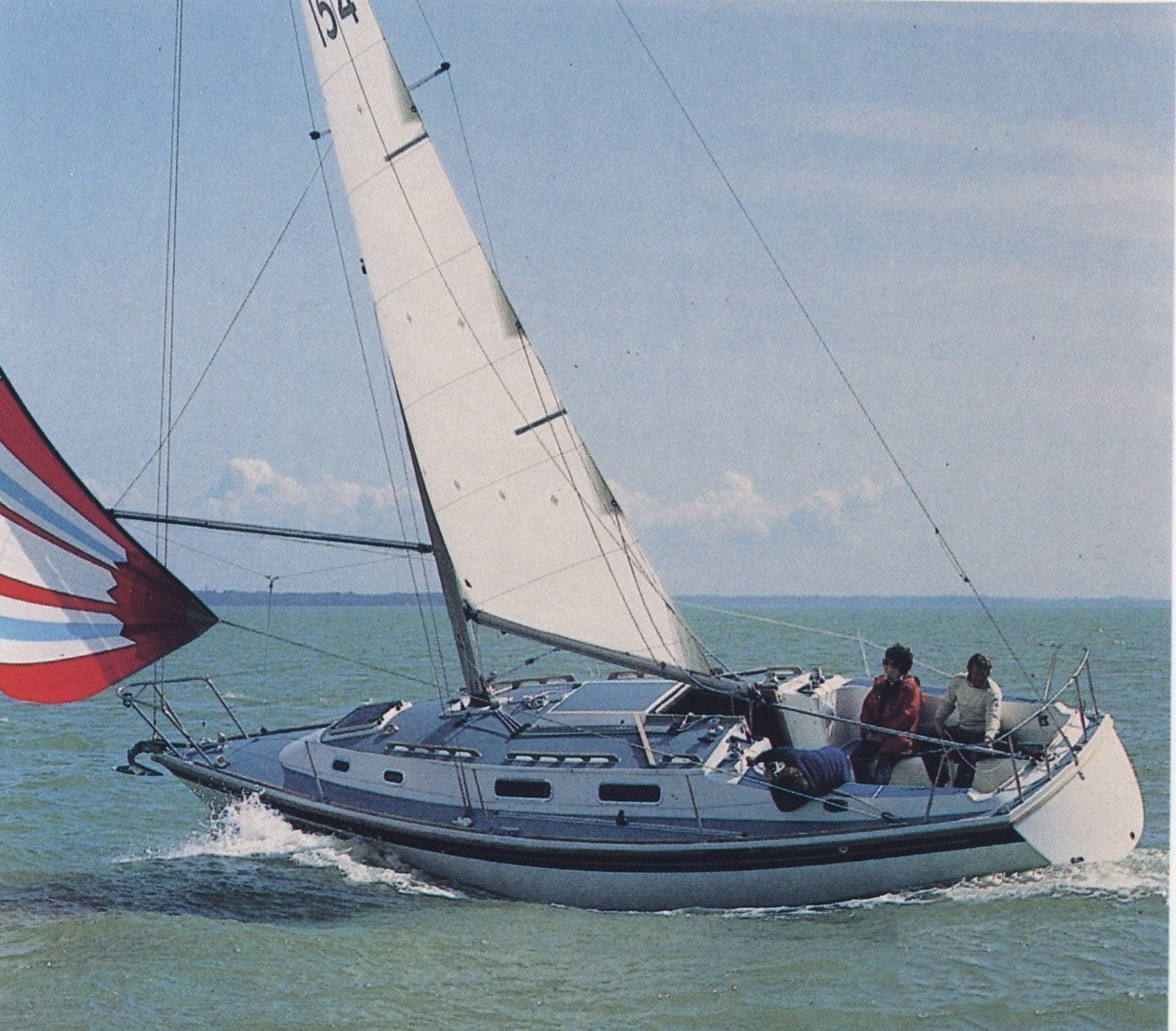
Fulmar-32

In de twintig jaar dat de samenwerking met Ed Dubois duurde, heeft Westerly veel goed verkopende modellen gebouwd, zoals de Seahawk en de Corsair. Het laatste model dat Westerly van Ed Dubois bouwde, was de Ocean 33.
De ondergang van Westerly in 2000 was uiteindelijk te wijten aan een aantal factoren. De koers van het Britse pond steeg sterk in de jaren 80 en 90. Hierdoor zakte de export in en nam de import in Engeland van met name Franse jachten toe. De concurrentie aangaan met de Franse jachtbouw was niet eenvoudig, doordat de Franse overheid in die tijd de Franse jachtbouw subsidieerde. Daarnaast stak Westerly veel geld in de ontwikkeling van schepen die buiten hun kernactiviteiten lagen en commercieel gezien mislukten. Terwijl de concurrentie sterk investeerde in efficiënte productiemiddelen, bleef Westerly traditioneel bouwen. Maar de belangrijkste reden was misschien wel dat Westerly de binding met zijn klanten was kwijtgeraakt.

## Huidige tijd
Bij het laatste faillissement in 2000 werd de merknaam Westerly gekocht door de Amerikaanse importeur van Westerly. Rond 2002 is gepoogd de productie van Westerly in Oost-Europa op te starten. Uiteindelijk heeft men daar één Westerly gebouwd. Dit model stond echter zo ver af van de wensen van de traditionele Westerlyzeiler, dat het hierbij gebleven is.
Door het grote aantal Westerly's dat gebouwd is, bestaat er een grote groep Westerly-eigenaren. In Engeland zijn deze georganiseerd in de Westerly Owners Association. In Nederland is dit de Westerly Club Nederland.